# مجلة اللغة والأدب والثقافة
مجلة اللغة والأدب والثقافة،، عرفت سابقا بمجلة جمعية الجامعات الأسترالية للغات والآداب أو (أي.يو.ام.ال.أي)(1953 –- 2012) هيا مجلة ادبية تخضع لاستعراض النظراء وتصدر كل ثلاث سنوات، تنشر المجلة بواسطة تايلور وفرانسيس نيابة عن جمعية الجامعات الأسترالية للغات والآداب.

## روابط خارجية
- الصفحة الرئيسية